# Szató Sunszuke
Szató Sunszuke, 佐藤 俊介, (Tokió, 1984. június 10. –) japán hegedűművész, tanár.

## Élete, munkássága
Szató 1984-ben született Tokióban. Már kétéves korában elkezdett hegedűt tanulni a Suzuki Method Macudo iskolájában Siro Vaszimi irányításával. 1988-ban családjával együtt – apja munkájával kapcsolatban – Amerikába, Philadelphiába költözött. A New York-i Juilliard School egyetemi előkészítő iskolájában tanult, tanárai Dorothy DeLay és Kavaszaki Maszao voltak. Tízéves korában fellépett a Philadelphia Zenekarral, majd 1997-ben, 12 évesen első díjat nyert a zenekar Fiatal Művészek Koncertversenyén. Ezután 2003-tól tanult a párizsi Conservatoire National de Régionban, Gérard Poulet-nál (modern hegedűt) és a Curtis Intézetben Jaime Laredo mellett. Ekkoriban kezdett érdeklődni a régi hegedűn való játék iránt, ezért 2009-től a müncheni Hochschule für Musik und Theatherben Mary Utigernél barokk hegedűt tanult. 2000-ben debütált New Yorkban, és a koncert átütő sikert hozott számára, Allan Kozinn zenekritikus a New York Timesban elragadtatott hangon számolt be róla. „A koncertje egy kiütés volt … elképesztő nyugalmat és zeneiséget mutatott” – írta. Ezzel lényegében elkezdődött a karrierje. 2010-ben barokk hegedűsként elindult a lipcsei 17. Nemzetközi Johann Sebastian Bach-versenyen, ahol második díjas lett és elnyerte a közönségdíjat.
2011-ben mutatkozott be az Egyesült Királyságban, Cambridge-ben és Londonban, az Academy of Ancient Music zenekart Richard Egarr dirigálta, és Niccolò Paganini 2. hegedűversenyét játszotta bélhúrokkal szerelt korabeli hangszeren, íves vonóval. 2013-ban Andreas Staier német zongora- és csembalóművész társaságában Mozart-szonátákból összeállított műsort játszott az oszakai Izumi-teremben és a tokiói Toppan-csarnokban.
Aktívan koncertezik mind modern, mind barokk hegedűn, és nemzedékének egyik legelismertebb és legsokoldalúbb zenészének számít. Szólistaként fellépett Észak-Amerikában, Európában és Japánban olyan zenekarok szólistájaként, mint a Baltimore Symphony, a Seattle Symphony Orchestra, az amerikai National Symphony Orchestra, a Minnesota Orchestra, a Rochester Philharmonic Orchestra, a Syracuse Symphony, az NHK Philharmonic Orchestra, az Osaka Century Orchestra, a Orosz Föderáció Állami Akadémiai Szimfonikus Zenekara, a Mariinszkij Színház Zenekara, a Szentpétervári Szimfonikusok, az Omszki Akadémiai Szimfonikus Zenekar, a berlini Deutsche Oper zenekara, a Bayerischer Rundfunk Symphonieorchester, a Frankfurti Rádió Szimfonikus Zenekara, a Hamburgi Szimfonikus Zenekar, a hannoveri NDR Rádió Filharmonikus Zenekara, az Orchester Philharmonique de Radio France, a portugál Gulbenkian Orchestra és a Koppenhágai Filharmonikus Zenekar. Szólista és koncertmester szerepében számos karmesterrel dolgozott együtt, többek között Akijama Kazujosival, Gary Bertinivel, Ivor Boltonnal, Csong Mjonghunnal, Ingo Metzmacherrel, David Zinmannal, Ivaki Hirojukival, Valerij Gergijevvel, Richard Egarrral, Christopher Hogwooddal és Kent Naganóval.
Munkássága megsegítéseként ösztöndíjat kapott az amerikai Zenei Klubok Országos Szövetségétől, a Starling Alapítványtól, a Surdna Alapítványtól, a New York-i Japán-Amerikai Szövetségtől, a Lillian-Gordon Hardy Alapítványtól, valamint a Salon De Virtuosi/Sony Fellowship Grant csoporttól. 2013-ban az amszterdami Jumpstart Jr. Alapítványtól kölcsönként kapott egy barokk hegedűt, amelyet Giovanni Grancino készített 1695 körül. Játszik Stephan von Baehr által készített modern és barokk hegedűkön is.
A Holland Bach Társaság művészeti vezetője és koncertmestere, valamint a Concerto Köln koncertmestere, és rendszeres vendégkoncertmester a Freiburger Barockorchesternél is. 2013 óta az Amszterdami Konzervatórium oktatója, ahol barokk hegedűt tanít. 2019 őszén a Holland Bach Társaság együttesét nagy sikerű koncertturnéra vitte Japánba, ahol Kiotóban, Jokohamában, Hirosimában és Tokióban léptek fel. Szívesen kamarázik, olyan partnerekkel, mint Christine Schornsheim, Szuzuki Hidemi, Shuann Chai és Richard Egarr.
Szató Sunszuke jellegzetes és vonzó előadásairól ismert, modern és történelmi hangszereken egyaránt. Szólistaként, kamarazenészként, koncertmesterként és tanárként tevékenykedve egyénisége sokszínűségét bizonyítja. Kitüntetettje az Idemicu Zenei Díjnak és az S & R Washington-díjnak. Diszkográfiája történelmileg széles körű, Georg Philipp Telemanntől Eugène Ysaÿe-ig ível. Felvételei számos elismerést és díjat kaptak. 2007-es Grieg-lemeze megkapta a japán kormány Kulturális Ügynökségének nagydíját. Ő az első hegedűs, aki Niccolò Paganini Huszonnégy caprice-át történelmi hangszerrel (bélhúrok és íves vonó)adta elő és rögzítette.
Szató Hollandiában él, Shuann Chai zongoraművész a felesége, és egy lánya van.

## Felvételei
Az AllMusic listája alapján.
| Megjelenés | Tartalom                                                                                         | Közreműködők                              | Kiadó                  |
| ---------- | ------------------------------------------------------------------------------------------------ | ----------------------------------------- | ---------------------- |
| 2005       | Ysaÿe: Six Sonatas for Solo Violin                                                               |                                           | Live Notes             |
| 2006       | Preludes: Favorite Miniatures (Gershwin, Lili Boulanger, Victor Herbert, Csajkovszkij, Dvořák…)  | Szató Takasi                              | Live Notes             |
| 2007       | Grieg: Complete Sonatas for Violin and Piano                                                     | Szató Takasi                              | Live Notes             |
| 2008       | Whirl Dance: Shunske Sato Plays Akira Nishimura: Violin and Viola Solo Sonatas                   |                                           | Camerata Records       |
| 2009       | Paganini: 24 Caprices, op.1                                                                      |                                           | UCJ Japan              |
| 2011       | Haydn： Violin Concerto No.1;、Beethoven：Symphony No.2                                          | Orchestra Libera Classica, Szuzuki Hidemi | Arte Dell'arco Japan   |
| 2014       | Haydn: Symphony No. 67; Mozart: Violin Concerto No.1; Beethoven: Symphony No.4                   | Orchestra Libera Classica, Szuzuki Hidemi | Arte Dell'arco Japan   |
| 2016       | Vivaldi: The Four Seasons                                                                        | Concerto Köln                             | Berlin Classics        |
| 2017       | The Romantics (Grieg, Mendelssohn, Paganini)                                                     | Australian Brandenburg Orchestra          | ABC Classics           |
| 2018       | Telemann: The Solo Fantasias                                                                     | Saskia Coolen, Rainer Zipperling          | Globe Records          |
| 2018       | Bach: Violin Concertos BWV 1041, 1042, 1043, 1056R                                               | Il Pomo d'Oro, Zefira Valova              | Erato, Warner Classics |
| 2019       | Méhul: Opera „Stratonice” Overture; Beethoven: Violin Concerto; Haydn: Symphony No.94 „Surprise” | Orchestra Libera Classica, Szuzuki Hidemi | Arte Dell'arco Japan   |
| 2019       | Bach: Sonatas and Partitas for solo violin                                                       |                                           | Acoustic Revive        |